# Kishertia
Kishertia – wymarły rodzaj owadów z rzędu Cnemidolestodea i rodziny Pinideliidae, obejmujący tylko jeden znany gatunek: Kishertia tricubitalis.
Rodzaj i gatunek opisany został w 2004 roku przez Daniła Aristowa. Opisu dokonano na podstawie pojedynczej skamieniałości przedniego skrzydła, odnalezionej w formacji Koszelewka, w rosyjskim Kiszercie i pochodzącej z piętra kunguru w permie.
Był to duży owad o długości przedniego skrzydła wynoszącej około 43 mm. Owo skrzydło było silnie wydłużone, o prostej krawędzi tylnej, a krawędzi przedniej lekko wypukłej w nasadowej ⅓ długości. Pole kostalne było o połowę węższe od subkostalnego. Żyłka subkostalna biegła równolegle do przedniej krawędzi skrzydła. Sektor radialny oraz przednia i tylna żyłka medialna miały łącznie co najmniej 10 odgałęzień. Druga odnoga przedniej żyłki kubitalnej oraz tylna żyłka kubitalna były zagięte u nasady.